# 邝伟
邝伟，生卒年不詳，籍贯广东新会，人，明朝政治人物，武進士出身，清朝政治人物。

## 簡歷
据《福建通志•台湾府•清》记载：邝伟，广东新会人，武进士出身，清朝乾隆十六年(1751年) 任台湾水师左营游击。